# Robert (Canada)
Robert is een voormalig vissersgehucht in de Canadese provincie Newfoundland en Labrador. De kleine plaats bevindt zich in het noorden van het eiland Newfoundland. Robert is niet langer permanent bewoond, maar wordt in de zomer wel nog door vissers gebruikt als uitvalsbasis.

## Geografie
Robert is gelegen aan Hilliers Harbour, een kleine natuurlijke haven aan de oostkust van het Great Northern Peninsula van Newfoundland. De nederzetting bevindt zich op het grondgebied van de gemeente Englee. Robert is behalve via het water enkel bereikbaar via een bijna 10 km lange wandelroute die vertrekt in het dorp Englee.
De plaats bestaat in de 21e eeuw slechts uit een kleine pier en een vijftal gebouwen.

## Toponymie
De historische Franse naam van de plaats is Boutitou. Deze verwijst naar een heerlijkheid die behoorde bij de Franse stad Saint-Malo. Die Bretoense havenstad speelde een belangrijke rol in de Frans-Newfoundlandse visserij.
Zeker van de 19e eeuw stond de plaats daarnaast ook bekend als Hilliers Harbour, wat nog steeds de naam is van de inham waaraan de plaats is gelegen. Robert is echter sinds 1968 de enige officiële naam van de nederzetting.

## Geschiedenis
De locatie bevond zich historisch aan de Franse kust van Newfoundland, een uitgestrekt kustgebied waar de Fransen visserijrechten hadden. Reeds in de vroege 17e eeuw was Robert een seizoensgebonden vissersnederzetting die bekendstond als Boutitou. De Fransen hadden er eeuwenlang twee fishing rooms, met andere woorden aanlegplaatsen die voorzien waren van gebouwen om onder meer vis te verwerken. Het waren vooral vissers uit Saint-Malo die de locatie gebruikten.
Volgens een telling van het jaar 1640 waren er 12 vissersboten vanuit Boutitou actief, met gelijkaardige aantallen doorheen de rest van de 17e en 18e eeuw. In de 19e eeuw waren er jaarlijks gemiddeld zo'n 30 Franse boten vanuit Boutitou actief.
Een bekend incident vond plaats in 1693, toen een groep Inuit, die zich verplaatste in twee roeiboten en zes kajaks, twee Saint-Malose patrouilleboten aanvielen. Hierdoor liep een van de boten aan grond en liet één Fransman het leven.
De Fransen mochten zich niet permanent op Newfoundland vestigen en namen daarom na verloop van tijd zogenaamde gardiens in dienst. Dit waren Britse of Ierse personen die zich permanent bij een Franse fishing room vestigden en de taak hadden om deze te bewaken wanneer de Fransen 's winters weer in eigen land waren. In 1873 telde de plaats twee permanente inwoners, namelijk Matthew Roberts en James Dempsey, zijnde één persoon per fishing room.
In 1904 verloren de Fransen definitief hun Newfoundlandse visserijrechten, waarop de kleine nederzetting ook snel haar weinige permanente inwoners verloor. Hilliers Harbour bleef wel verder bestaan als zomernederzetting van Newfoundlandse vissers.
In 1957 bezocht de Canadese auteur Farley Mowat het plaatsje bij een bootreis. In die tijd kwamen er jaarlijks zo'n zeven à acht families uit de regio van de Halls Bay en Springdale gedurende de zomermaanden naar Hilliers Harbour, alwaar ze in kleine blokhutten verbleven en de visserij bedreven.
Ook in de 21e eeuw wordt de plaats in de zomer nog gebruikt als uitvalsbasis van vissers.

### Archeologische overblijfselen
In enkele rotsen in het plaatsje zijn nog steeds inscripties zichtbaar die door de Fransen zijn uitgehouwen. Het betreft naast een zonnewijzer ook inscripties zoals J M V 1856 en 1888. In het landschap is onder meer ook nog een galet zichtbaar, namelijk een in kiezelsteen aangelegde terrasvlakte die gebruikt werd om kabeljauw te drogen.